# 사라 샤리
사라 샤리(프랑스어: Sarah Chaâri, 2005년 6월 2일~)는 벨기에의 태권도 선수이다. 2024년 하계 올림픽에서 여자 미들급 은메달을 획득했다. 또한 2022년 세계 태권도 선수권 대회에서 여자 라이트급 금메달을 획득하여 벨기에 여자 선수로는 최초로 세계 태권도 선수권 대회에서 우승을 차지했다. 또한 그녀는 최초로 같은 해에 열린 세계 태권도 선수권 대회와 세계 주니어 태권도 선수권 대회를 모두 우승한 선수이다.